# Sub aceeași stea (film)
Sub aceeași stea este un film american romantic comedie-dramă în regia lui Josh Boone, bazat pe romanul cu același nume scris de John Green. Stelele din  film Shailene Woodley, Ansel Elgort, și Nat Wolff, cu Laura Dern, Sam Trammell, și Willem Dafoe joacă roluri secundare. Woodley joacă Hazel Grace Lancaster, un pacient cu cancer în vârstă de șaisprezece ani, care este forțat de părinții ei pentru a participa la un grup de sprijin, în cazul în care ea se întâlnește și se îndrăgostește de Augustus Waters ulterior, jucat de Elgort.
Dezvoltarea Sub aceeași stea a început în ianuarie 2012, când Fox 2000, o divizie a 20th Century Fox, optat dreptul de a adapta romanul într-un film de lung metraj. Filmarile au inceput pe 26 august 2013 în Pittsburgh, Statele Unite ale Americii, cu câteva zile suplimentare în Amsterdam, Olanda, înainte de a încheia pe 16 octombrie 2013.
Sub aceeași stea a fost lansat pe 6 iunie 2014, în Statele Unite ale Americii. Filmul a primit o primire pozitivă din partea criticilor, cu laude de gând să performanța Woodley, precum și scenariul. Filmul a fost, de asemenea, un mare succes de box office, devenind numărul unu la box-office în timpul week-end de deschidere și a avut încasări de peste 304 milioane dolari SUA în întreaga lume împotriva bugetul de 12 milioane dolari. Acesta a fost lansat pe Blu-Ray și DVD pe 16 septembrie 2014.